# Kalesza

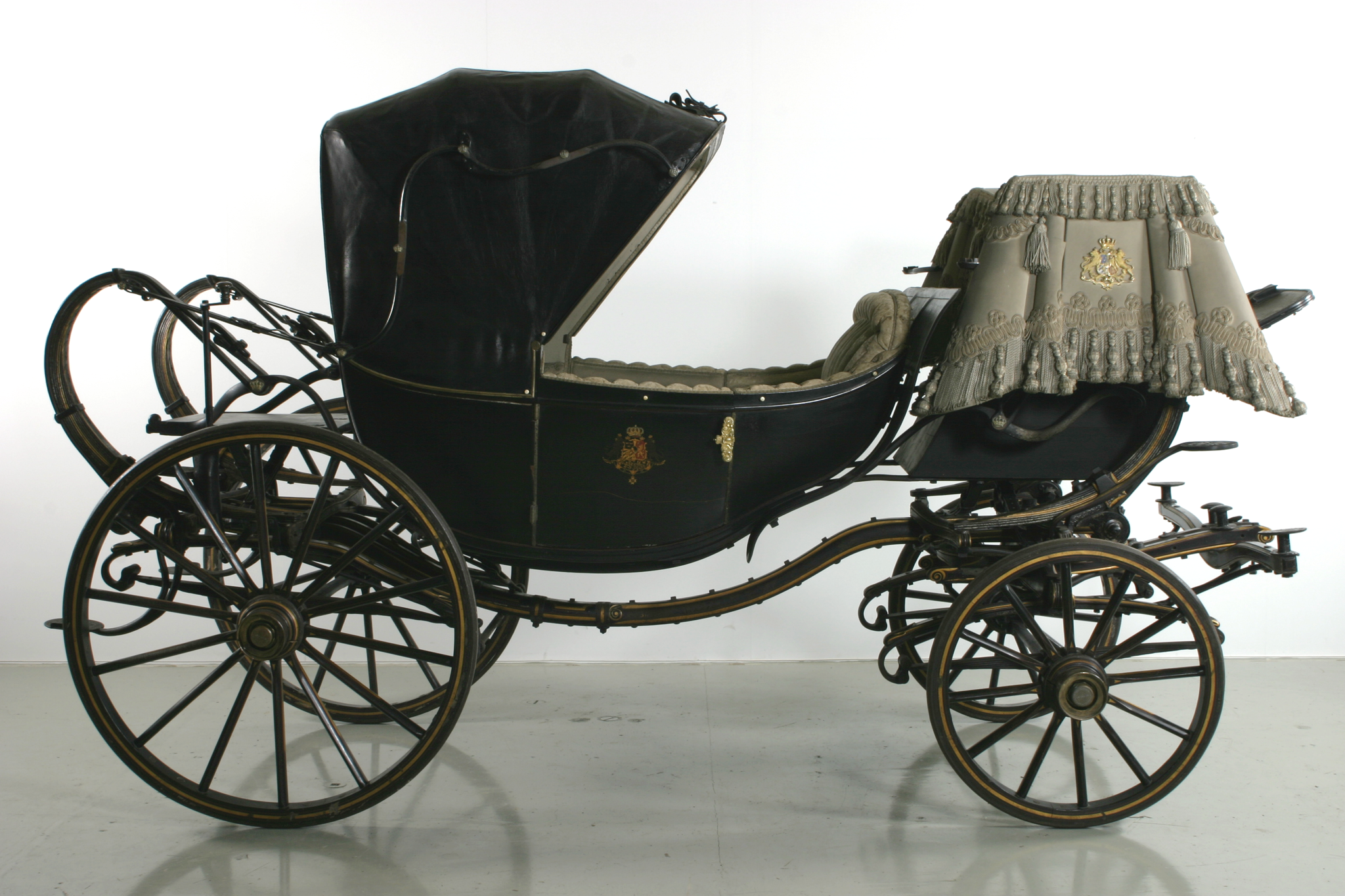
Kalesza

Kalesza, fr. calèche – duży, elegancki, reprezentacyjny powóz, zaprzężony w dwa, cztery lub sześć koni, czteroosobowy, z siedziskami naprzeciwko siebie. Buda składana, nadwozie łódkowate, zawieszone na pasach.
Pojazdów tych zaczęto używać w Europie od 1 poł. XIX w. Ze względu na znaczne koszty produkcji, najczęściej na wyposażeniu dworów królewskich i arystokratycznych.

## Odmiany
- kalesza podróżna (Reise Caleche) z przeszklonym przodem, możliwym do zdemontowania[2],
- daumont (zaprzęg a la d'Aumont) - odmiana bez kozła, z tylnym siedzeniem dla lokajów, powożona przez forysiów[1],
- barouche z kozłem stangreckim i tylnym siedzeniem dla lokajów[3].